# پنتی هامالاینن
پنتی هامالاینن (انگلیسی: Pentti Hämäläinen؛ ۱۱ سپتامبر ۱۹۳۰ – ۲۱ اکتبر ۲۰۰۹) بوکسور اهل فنلاند بود.
وی در مسابقات کشوری و بین‌المللی در مجموع برندهٔ ۱ مدال طلا، ۳ مدال برنز شده‌است.